# Torre de Acereda
La torre de Acereda fue una antigua fortaleza situada en Acereda, en el valle de Toranzo (actual Cantabria, España). Pertenecía a la familia Villegas. En el año 1480 los Reyes Católicos lanzaron un ejército de 5.000 hombres para lograr subyugarla. Amós de Escalante escribió con relación al incidente que la torre ardió hasta los cimientos.
La torre fue la primera casa de los Villegas, familia emparentada con Quevedo.
No se tienen datos respecto a cuándo fue construida la torre ni por orden de quién, información ya olvidada en época del pleito Viejo de los Valles, como aparece reflejado en su documentación. Los restos arqueológicos evidencian que en la época de su destrucción poseía foso, barbacana y empalizadas exteriores.